# Władysław Lisewski
Władysław Lisewski   (Zbójno, 11 d'abril de 1948 - Szczecin, 5 de juliol de 2021) va ser un polític polonès. Va ser alcalde de Szczecin i Voivode de Szczecin Voivodeship i de Pomerània Occidental.

## Biografia
Lisewski va obtenir títols en enginyeria mecànica i construcció naval per la Universitat de Tecnologia de Szczecin i llicenciat en matemàtiques per la Universitat Adam Mickiewicz de Poznań. El 1980 es va unir a Solidaritat. Del 1991 al 1997, va ser membre de l'Acord de centre i, posteriorment, d'Acció Electoral Solidària fins al 2001.
Del 21 de juny de 1990 a l'11 d'abril de 1991, va ser tinent d'alcalde de Szczecin, però es va convertir en alcalde en funcions després de la destitució de Jan Czesław Bielecki per l'Ajuntament. Onze dies després, va ser confirmat com a alcalde pels regidors de la ciutat i va ocupar el càrrec fins al 5 de juliol de 1994. Després de tres anys dirigint el seu propi negoci, es va convertir en l'últim voivodat de Szczecin Voivodeship. Després de les Reformes administratives a Polònia (1999), va ser voivode del Voivodat de Pomerània Occidental, càrrec que va ocupar fins al 20 d'octubre de 2001.
El gener del 2006, Lisewski es va convertir en vicepresident de Zarząd Morskich Portów Szczecin i Świnoujście i va exercir de president en funcions de la companyia de juliol a setembre de 2008.

## Guardons
- Ordre de Polònia Restituta (2018)[3]
- Creu de Llibertat i Solidaritat (2018)[4]